# Неос Мармарас
Неос Мармарас (на гръцки: Νέος Μαρμαράς) е село курорт в Гърция, разположено на полуостров Ситония, Централна Македония с 2854 жители (2001).

## География
Селото е разположено на западния бряг на Ситония, втория ръкав на Халкидическия полуостров.

## Галерия
- Изглед към пристанищния залив на Неос Мармарас
- „Свети Архангели“